# Anchorage Island, Västantarktis
Anchorage Island är en ö i Västantarktis. Argentina, Chile och Storbritannien gör anspråk på området.